# Allopaa
Allopaa is een geslacht van kikkers uit de familie Dicroglossidae. De groep werd voor het eerst wetenschappelijk beschreven door Annemarie Ohler en Alain Dubois in 2006.
Er zijn twee soorten die voorkomen in Jammu en Kasjmir in India en Pakistan.

## Soorten
Geslacht Allopaa
- Soort Allopaa barmoachensis
- Soort Allopaa hazarensis

Allopaa · 
Chrysopaa · 
Euphlyctis · 
Fejervarya · 
Hoplobatrachus · 
Limnonectes · 
Nannophrys · 
Nanorana · 
Ombrana · 
Quasipaa · 
Sphaerotheca